# Робертсон, Кенни
Ке́ннет Дуэ́йн Ро́бертсон (англ. Kenneth Duane Robertson; род. 14 февраля 1984, Ист-Пеория) — американский боец смешанного стиля, представитель полусредней весовой категории. Выступал на профессиональном уровне в период 2008—2016 годов, известен по участию в турнирах бойцовских организаций UFC, Bellator и др.

## Биография
Кенни Робертсон родился 14 февраля 1984 года в городе Ист-Пеория округа Тазуэлл, штат Иллинойс. Во время учёбы в старшей школе и университете серьёзно занимался борьбой, успешно выступал в первом дивизионе Национальной ассоциации студенческого спорта.

### Начало профессиональной карьеры
Дебютировал в смешанных единоборствах на профессиональном уровне в марте 2008 года, выиграв за один вечер сразу у двоих соперников. Дрался в различных небольших американских промоушенах — из всех поединков неизменно выходил победителем, в том числе одержал победу на турнире Bellator.

### Ultimate Fighting Championship
Имея в послужном списке десять побед и ни одного поражения, Робертсон привлёк к себе внимание крупнейшей бойцовской организации мира Ultimate Fighting Championship. Должен был дебютировать в октагоне UFC ещё в ноябре 2010 года в поединке с немцем Паскалем Крауссом, но из-за травмы вынужден был сняться с этого турнира. В итоге его дебют состоялся только в феврале 2011 года — встретился с соотечественником Майком Пирсом и уступил ему техническим нокаутом во втором раунде, потерпев тем самым первое в профессиональной карьере поражение.
Проиграв, Робертсон покинул UFC, однако после уверенной победы на турнире Fight Festival в Финляндии он подписал с американской организацией новый контракт и продолжил выступать в сильнейшей лиге мира.
Среди побеждённых им соперников такие известные бойцы как Тиагу Перпетуу, Илдемар Алкантара, Султан Алиев. Заработал бонусы за лучший приём вечера и лучшее выступление вечера.
В 2015 и 2016 годах потерпел два поражения подряд от Бена Сондерса и Роана Карнейру. На этом его сотрудничество с UFC подошло к концу, и он принял решение завершить карьеру профессионального спортсмена.
Оставив большой спорт, устроился работать учителем в старшей школе в Иллинойсе, где преподаёт промышленный дизайн.

## Статистика в профессиональном ММА
| Боёв 20  | Побед 15 | Поражений 5 |
| -------- | -------- | ----------- |
| Нокаутом | 7        | 1           |
| Сдачей   | 6        | 0           |
| Решением | 2        | 4           |

| Результат | Рекорд | Соперник          | Способ                  | Турнир                                  | Дата             | Раунд | Время | Место                 | Примечание          |
| --------- | ------ | ----------------- | ----------------------- | --------------------------------------- | ---------------- | ----- | ----- | --------------------- | ------------------- |
| Поражение | 15-5   | Роан Карнейру     | Раздельное решение      | UFC Fight Night: Poirier vs. Johnson    | 17 сентября 2016 | 3     | 5:00  | Идальго, США          |                     |
| Поражение | 15-4   | Бен Сондерс       | Раздельное решение      | UFC on Fox: Dillashaw vs. Barão 2       | 25 июля 2015     | 3     | 5:00  | Чикаго, США           |                     |
| Победа    | 15-3   | Султан Алиев      | KO (удары)              | UFC on Fox: Gustafsson vs. Johnson      | 24 января 2015   | 1     | 2:42  | Стокгольм, Швеция     | Выступление вечера. |
| Победа    | 14-3   | Илдемар Алкантара | Единогласное решение    | UFC 175                                 | 5 июля 2014      | 3     | 5:00  | Лас-Вегас, США        |                     |
| Победа    | 13-3   | Тиагу Перпетуу    | Сдача (удушение сзади)  | UFC Fight Night: Shogun vs. Henderson 2 | 23 марта 2014    | 1     | 1:45  | Натал, Бразилия       |                     |
| Поражение | 12-3   | Шон Пирсон        | Решение большинства     | UFC 161                                 | 15 июня 2013     | 3     | 5:00  | Виннипег, Канада      |                     |
| Победа    | 12-2   | Брок Джардин      | Сдача (банановый сплит) | UFC 157                                 | 23 февраля 2013  | 1     | 2:57  | Анахайм, США          | Приём вечера.       |
| Поражение | 11-2   | Аарон Симпсон     | Единогласное решение    | UFC on Fuel TV: Munoz vs. Weidman       | 11 июля 2012     | 3     | 5:00  | Сан-Хосе, США         |                     |
| Победа    | 11-1   | Лусио Линарес     | KO (рукой с разворота)  | Fight Festival 31                       | 1 октября 2011   | 1     | 4:44  | Уусимаа, Финляндия    |                     |
| Поражение | 10-1   | Майк Пирс         | TKO (удары руками)      | UFC 126                                 | 5 февраля 2011   | 2     | 0:29  | Лас-Вегас, США        |                     |
| Победа    | 10-0   | Джон Колосци      | Сдача (американа)       | Bellator 25                             | 19 августа 2010  | 2     | 0:57  | Чикаго, США           |                     |
| Победа    | 9-0    | Игор Алмейда      | TKO (удары руками)      | Maximo Fighting Championship            | 30 апреля 2010   | 2     | 0:50  | Сан-Хуан, Пуэрто-Рико |                     |
| Победа    | 8-0    | Джеральд Миршерт  | Сдача (рычаг колена)    | Madtown Throwdown 19                    | 2 мая 2009       | 1     | 3:15  | Мадисон, США          |                     |
| Победа    | 7-0    | Левон Мейнард     | Единогласное решение    | C3: Domination                          | 22 ноября 2008   | 3     | 5:00  | Хаммонд, США          |                     |
| Победа    | 6-0    | Рой Тиммонс       | TKO (удары руками)      | Cage Rage: Kokomo                       | 9 августа 2008   | 1     | 1:51  | Кокомо, США           |                     |
| Победа    | 5-0    | Херберт Гудман    | Сдача (рычаг локтя)     | Combat USA: Battle in the Bay 7         | 30 мая 2008      | 3     | N/A   | Грин-Бей, США         |                     |
| Победа    | 4-0    | Брейди Гиллиан    | Сдача (рычаг локтя)     | Cage Rage: Lafayette                    | 3 мая 2008       | 1     | 0:55  | Лафейетт, США         |                     |
| Победа    | 3-0    | Эй Джей Скиба     | TKO (удары руками)      | C3: Corral Combat Classic 2             | 26 апреля 2008   | 1     | 3:18  | Хаммонд, США          |                     |
| Победа    | 2-0    | Джей Финнеган     | TKO (удары руками)      | Cage Rage: Lafayette                    | 22 марта 2008    | 1     | 0:53  | Лафейетт, США         |                     |
| Победа    | 1-0    | Джо Брайант       | TKO (удары руками)      | Cage Rage: Lafayette                    | 22 марта 2008    | 1     | 0:23  | Лафейетт, США         |                     |